# Pterolophia laosensis
Pterolophia laosensis es una especie de escarabajo longicornio del género Pterolophia, subfamilia Lamiinae. Fue descrita científicamente por Pic en 1926.
Se distribuye por Laos. Posee una longitud corporal de 10-12 milímetros. El período de vuelo de esta especie ocurre únicamente en el mes de octubre.